# Попо III фон Ирмелсхаузен
Попо III фон Ирмелсхаузен (на немски: Poppo III von Irmelshausen; * pr. 1131; † ок. 1160) от фамилията фон Хенеберг, е граф, господар на Ирмелсхаузен (днес част от Хьоххайм) в Бавария на границата с Тюрингия. Споменат е в документи от 1131 до 1156 г. Той е основател на линията фон Ирмелсхаузен.

## Биография
Той е най-големият син на граф Попо II фон Хенеберг († 1116) и съпругата му Хелинбург фон Лора († 1133). Внук е на граф Попо I фон Хенеберг, бургграф на Вюрцбург († 1078), и графиня Хилдегард фон Шауенбург († 1104), дъщеря на ландграф Лудвиг Брадати от Тюрингия († 1080). Племенник е на граф Годеболд II фон Хенеберг († 1143/1144), граф на Хенеберг и бургграф на Вюрцбург. Брат е на Лудвиг I фон Ленгсфелд-Франкенщайн († сл. 1164), Готеболд III фон Вазунген († сл. 1164) и на Дитбург фон Хенеберг, омъжена за Албрехт фон дер Нордмарк.
Попо III живее през 12 век във водния замък Ирмелсхаузен и взема името на селището. През 1156 г. той купува Хабесбург/Хабихтсбург при Майнинген. Така Попо III става основател на хенебергската-попониска странична линия на „господарите фон Ирмелсхаузен“. Около 1199 г. това име изчезва, понеже децата и внуците на Попо III се наричат на други резиденции като господари фон Лихтенберг или господари фон Щернберг. През средата на 13 век собствеността отива обратно на главната линия Хенеберг-Шлойзинген и през 1354 г. е продадена на манастир Вюрцбург.

## Деца
Попо III фон Ирмелсхаузен се жени и има трима сина:
- Хайнрих I фон Ирмелсхаузен-Лихтенберг († 1167), господар на Ирмелсхаузен (1156 – 1160), на Лихтенберг (1161 – 1165), на Хенеберг (1161
- Попо V фон Ирмелсхаузен-Лихтенберг (* пр. 1156; † 29 май 1199), господар на Ирмелсхаузен и Лихтенберг (1168 – 1179), баща на:
  - Хайнрих II фон Щернберг (* пр. 1199; † 6 декември 1228 при Майнинген), баща на Бертхолд II фон Щернберг († 1287), епископ на Вюрцбург (1271 – 1287)
- Готеболд IV фон Ирмелсхаузен-Лихтенберг-Хабесберг (* пр. 1156; † сл. 1187), господар на Лихтенберг (1168 – 1176), на Ирмелсхаузен-Хабесберг (1169); баща на
  - дъщеря фон Хенеберг, омъжена за Адалберт III фон Хилденбург († 9 февруари 1217/1228), син на Адалберт II фон Хилденбург († 1191 при Акон)